# Староегипатска математика
Староегипатска математика је математика која је развијена и коришћена у Старом Египту од 3000. године п. н. е. до 300. године нове ере.

## Рајндов папирус
Рајндов математички папирус је докуменат који се чува у Британском музеју у Лондону. Нашао га је шкотски археолог Хенри Рајнд (Henry Rhind) 1858. године у Луксору у области Тебе у рушевинама мање грађевине поред Рамесеума (Ramesseum), а написао га је Ахмес (Ahmose) током владавине 15. династије фараона Апепи Првога (Hyksos Pharaoh, Apepi I). око 1650. п. н. е. (в. Списак фараона). На папирусу дугом 5,4 метара и широком 32 центиметара он је користио једноставнију, тзв. хиератичку и курзивну форму хијероглифа да би описао близу 85 различитих математичких проблема. Ахмес наводи да преписује рукопис из периода Амен-ем-хет-а трећег (Amenemhet III, 1842 - 1797 п. н. е), што би требало да је 200 година старије, не спомињући име аутора.
- Ахмесов рукопис носи назив: „Упуте за познавање свих тајни које су садржане у стварима“, што нам говори о практичном и тајанственом разумевању математике од стране египатских свештеника.

### Разломци
Стари Египћани су у основи користили јединичне разломке, на пример половина, петина и десетина код нас су 1/2, 1/5 и 1/10, а за старе Египћане били би то /2, /5 и /10. Остале разломке добијали су сабирањем. Да би записали четири петине, прво су морали рачунати. Писали би: /2 /5 /10, што значи пола + петина + десетина, што је наших 8/10, односно 4/5. Не-јединичне разломке представљали су са две црте, нпр. 2/3 су //3. При томе придржавали су се следећих конвенција:
- Када је разломак могуће написати на различите начине, користили су краћи. На пример разломак 3/4 можете писати као /2 /4 или /3 /4 /6. Увек би користили краћу верзију.
- Када би два различита записа исте вредности збира разломка била једнако дуги, кориштен је онај облик где се појављује мањи именилац, тј. већи разломак. На пример разломак 7/12 може се писати као /2 /12 или као /3 /4. Писар би се увек одлучио за /2 /12 јер се ту појављује разломак /2, који је већи од /3.
- У једном изразу један именилац би се могао појавити само једном. На пример, 9/10 не би писали као /2 /5 /5, јер се именилац 5 јавља два пута у изразу, већ //3 /5 /30.
- Писали су изразе са имениоцима поређаним по величини.

### Сабирање
Египћани су користили непозициони декадни бројни систем. Збир је добијан сакупљањем сличних симбола и претварањем сваких 10 таквих у 1 следећи већи.

### Одузимање
Одузимање је у суштини одстрањивање захтеваног броја појединих симбола. Међутим, настајале би компликације када треба одузети више симбола од датих.
На пример: 63–38. Од 6 десетки могу се одузети три десетке, али први број има само 3 јединице. Преостаје још 5 јединица за одузимање. Једна од преосталих десетица би тада била уситњена да би дала потребних 5 јединица и остатак од још 5 јединица. Тачан поступак остаје помало нејасан док не размотрите илустрацију на слици десно.

### Множење
Стари египћани су познавали удвостручавање резултата и множење са 10. Њихов систем бројева је имао симболе за све степене броја 10 од 0 до 6. На пример, 345 пута 10 = 5 јединица постаја 5 десетица, 4 десетице постају 4 стотине, 3 стотине постају 3 хиљаде, тј. = 3 хиљаде, 4 стотине и 5 десетица (педесет) = 3450. Уопште, два броја су множена прогресивним удвостручавањем.

### Вежба
Покушајте на начин старог Египта израчунати:
1. 53 х 9 = …?;
2. 27 x 18 = …?.

Помоћ: Увек, већи број узмите за удвостручавање.
Решења: (1) 53x9 = 1x53 + 8x53 = 477; (2) 27x18 = 2x27 + 16x27 = 486.

### Дељење
Дељење је захтевало употребу множења и често разломака. На пример, на слици десно.
Ток мисли иде на следећи начин:
- 125 дељено са 5 је исто као када ...5 помножено са ??? даје 125;
- множите 5 сукцесивно са степенима 2 док не достигнете 125;
- решење је збир бројева из прве колоне.

Овај метод се заснива на простој чињеници за античке египатске писаре, да је множење инверзно дељењу, тј. a х b = c је еквивалентно са c : b = a.

### Примери
Ахмес, поред осталих 85, у свом папирусу износи следеће задатке.
(1) Неко имање садржи седам зграда. У свакој од њих је седам мачака. Свака од њих је појела по седам мишева, од којих је сваки појео седам зрна пшенице. А свако би зрно могло дати седам мерица жита. Колико би на имању било укупно зграда, мачака, мишева, зрна пшенице и мерица жита?
Исти проблем је решавао славни Фибоначи, али три хиљаде година касније. Следећи задатак нам показује да су стари Египћани познавали особине аритметичког низа.
(2) Подели сто хлебова на петоро људи тако да количине које ће примити чине аритметички низ. Седмина збира три највећа оброка треба бити једнака збиру два најмања.
Начин решавања следећег задатка из тог папируса је изненадио преводиоце.
(3) Ако збир непознатог броја неких ствари и њихове седмине износи 19, колики је број ствари?
Решења(1) 7 зграда, 49 мачака, 343 мишева, 2401 зрна, 16807 мерица, што укупно износи 19607.
(2) 5/3, 65/6, 20, 175/6, 115/3.
(3) Ми бисмо то данас записали једначином са једном непознатом x + x/7 = 19, резултат 133/8.
Египћани би прво претпоставили да је решење нпр. број 7, седмина тога је 1, а решење које се тако добије је 8, дакле погрешно. Затим Ахмес подучава своје ученике да повећају неисправно претпостављени број за онолико колико износи размер траженог и добивеног броја (у овом случају 19/8).
Занимљиво да је овај начин прорачунавања ушао поново у употребу појавом рачунара на крају 20. века. Решавање линеарних једначина на начин првог нагађања, а затим прецизне корекције решења, показао се у многим случајевима једноставнији од егзактних математичких метода.

## Московски папирус
За разлику од Рајндовог папируса, аутор Московског папируса је непознат. Мало старији од Рајндовог, текст датира око 1850. п. н. е, а назива се и папирус Голенишчева, према руском истраживачу који га је открио средином 19. века и продао Музеју финих уметности у Москви (С. Голешњиков је умро 1947). Као и Риндов, Московски папирус је написан курзивом и садржи решења математичких задатака у облику инструкција, без доказа. Дужине је око пола метра и ширине мало мање од 8 центиметара. Садржи 25 задатака, међу којима су и највећа достигнућа египатске геометрије.

### Зарубљена пирамида
Египћани су познавали посебан случај Питагорине теореме, правоугли троугао са страницама дужина 3, 4 и 5, тзв. египатски троугао. Користили су конопац са једнако размакнутих 12 чворова за прављење правог угла, без којег је незамисливо грађевинарство. А њихова вештина градње је за нас још увек загонетна. У Московском папирусу се налази прорачун запремине правилне зарубљене четворостране пирамиде, не на начин како смо ми навикли, него описно, али сасвим тачно.
 Према формули
{\displaystyle V={\frac {1}{3}}h(b_{1}^{2}+b_{1}b_{2}+b_{2}^{2})}
добили бисмо
{\displaystyle V={\frac {1}{3}}\cdot 6\cdot (2^{2}+2\cdot 4+4^{2})=56.}
Исти резултат, описно, је у папирусу:

### Тумач
Примери староегипатских бројева 276 и 4622 лево, и разломака 1/3, 1/5 и 1/249 десно на следећој слици:
Систем хијератичких, курзивних бројева је једнако употребљаван. Истраживачи Египта су то сматрали лакшом верзијом хијероглифа:
На пример, овако би Египћани написали 2765 хијератичким симболима:
Или, исти број, истим писмом, обрнутим редоследом:
Попут хијероглифа, хијератичко писмо се мењало временом, током шест различитих периода. У почетку су оба начина била веома слична, али су се временом све више разликовали. Овде наведени хијератички симболи бројева датирају из 1800. п. н. е.

### Геометрија
На једном зиду храма у Едфу остао је сачуван начин израчунавања површине трапезоида и то множењем полузбирова супротних страница. Формула није тачна, али грешка је мања од два посто.
Египћани су познавали трансцедентни број: π, однос обима и пречника круга, тј. пи. Њихов начин рачунања користи спорну "квадратуру круга". Квадрат странице a=16, има исту површину као и круг полупречника r=9, што би према данашњим формулама могли написати овако: {\displaystyle r^{2}\pi =a^{2},} одакле следи египатски "π" = (16/9)2, који приближно износи 3,16 а то је грешка мања од један посто!
Међутим, Египћани нас данас највише фасцинирају градњом Велике пирамиде и њеном геометријом, а затим храмовима за још неколико фараона. Савршено оријентисаних према странама света, два милиона камених блокова тешких до 54 тоне, чине Велику пирамиду у Гизи, с таквом прецизношћу да ни влас косе није могуће угурати између њих. Прави углови пирамиде су тачни до испод један посто, а странице дужине 230 метара у дужини се разликују за само 0,2 метра.
Најзанимљивији и по пропорцијама најсуптилнији египатски храм Велика пирамида је скициран десно. Доње испрекидане линије су ходници који крећу из Краљевске коморе ка звездама (на слици, леви ка Сиријусу). Они са страницама пирамиде формирају правоугле троуглове. Катета, хипотенуза и њихов збир, десног од троуглова одговара трима узастопним члановима Фибоначијевог низа, карактеристичног за израчунавање прираста биљака или зечева. Узастопни чланови Фибоначијевог низа се такође могу користе за израчунавање златног пресека, нарочитог естетског односа у грађевинарству. То није случајно, јер је и у другим храмовима (нарочито у Карнаку) вођено рачуна о „златним пропорцијама“. Осим тога и димензије Краљевске собе су у Фибоначијевом низу.
Египћани су много већу пажњу поклањали подизању храмова и светилишта, него кућа и предмета за свакодневну употребу. При томе су користили математичке каноне, тражећи склад између Универзума, Храма и Човека. Сасвим у том духу је један рељеф на храму Рамзеса Трећег: „Тај храм је као небо у свим пропорцијама“.
Нажалост, немамо прави одговор на питање како су Египћани успели доћи до тако високих сазнања.

### Математика
- Геометрија
- Круг
- Кружница
- Однос обима и пречника круга
- Пи
- Рачун

### Историја
- Античке земље и државе
  - Античка Грчка
  - Антички Рим
  - Астеци
  - Вавилон
  - Медија
  - Персијско царство
  - Феникија
  - Сумер
  - Стари Египат
- Ахмесов папирус
- Вавилонска кула
- Велике пирамиде
- Историја Африке
- Маузолеј из Халикарнаса
- Слободно зидарство
- Талес из Милета
- Херодот